# Cidade Nova (Santana do Paraíso)
Cidade Nova é um bairro do município brasileiro de Santana do Paraíso, no interior do estado de Minas Gerais. Localiza-se na divisa com a cidade de Ipatinga. É o primeiro loteamento instalado na divisa com Ipatinga, após a emancipação do município, ocorrida em 1992, foi considerado bairro oficialmente no dia 30 de junho de 2000 quando foi realizado o decreto assinado pelo poder legislativo de Santana do Paraíso. Trata-se de um bairro que, por estar próximo ao perímetro urbano da Região Metropolitana do Vale do Aço, é bastante valorizado pelo setor imobiliário, abrigando principalmente trabalhadores da Usiminas, Cenibra e da Fundação São Francisco Xavier.
O bairro possui uma vida noturna ativa, com uma grande concentração de lanchonetes, sorveterias, bares e boates. Tal como as avenidas principais, a maioria das ruas têm nomes de personalidades históricas.
Encontram-se construções de dois pavimentos e prédios com até quatro pavimentos. Na avenida principal e nas ruas paralelas, localizadas na parte mais baixa e plana do bairro há uma tendência à verticalização. Encontram-se edifícios com salas comerciais no pavimento térreo e apartamentos nos pavimentos superiores.
Os lotes em sua maioria estão localizados em encostas com declividade bastante acentuada. É comum o corte do terreno em taludes verticais que exigem obras de contenção onerosas para a ocupação dos lotes. Poucas construções aproveitam a declividade natural do terreno com a infraestrutura implantada.
Esta região conta com vários corpos d´agua (nascentes, córregos, áreas hidro mórficas) e a implantação do bairro não considerou as áreas de proteção ambiental. A urbanização, bem próxima à nascente, não respeita os afastamentos previstos em lei.

## Principais logradouros
- Avenida Carlos Edmundo Landaeta
- Rua Afonso Guimarães
- Rua Aleijadinho
- Rua Anita Garibaldi
- Rua Barão de Mauá
- Rua Bernardo Guimarães
- Rua Cacilda Beker
- Rua Carlos Chagas
- Rua Carlos Drummond de Andrade
- Rua Carmem Miranda
- Rua Castelo Branco
- Rua Castro Alves
- Rua Dorival Caimmi
- Rua Duque de Caxias
- Rua Erico Verissimo
- Rua Euclides da Cunha
- Rua Graciliano Ramos
- Rua Gregorio de Matos
- Rua Jamil Selim José de Sales
- Rua Janio Quadros
- Rua Joaquim Macedo
- Rua José Alencar
- Rua José Anchieta
- Rua Juscelino Kubitscheck
- Rua Lamartine Babo
- Rua Lima Barreto
- Rua Marechal Rondon
- Rua Mário Lago
- Rua Monteiro Lobato
- Rua Noel Rosa
- Rua Olavo Bilac
- Rua Oswaldo Cruz
- Rua Prudente de Morais
- Rua Rui Barbosa
- Rua Santos Dumont
- Rua Tancredo Neves
- Rua Vila Lobos
- Rua Vital Brasil

## Saúde e educação

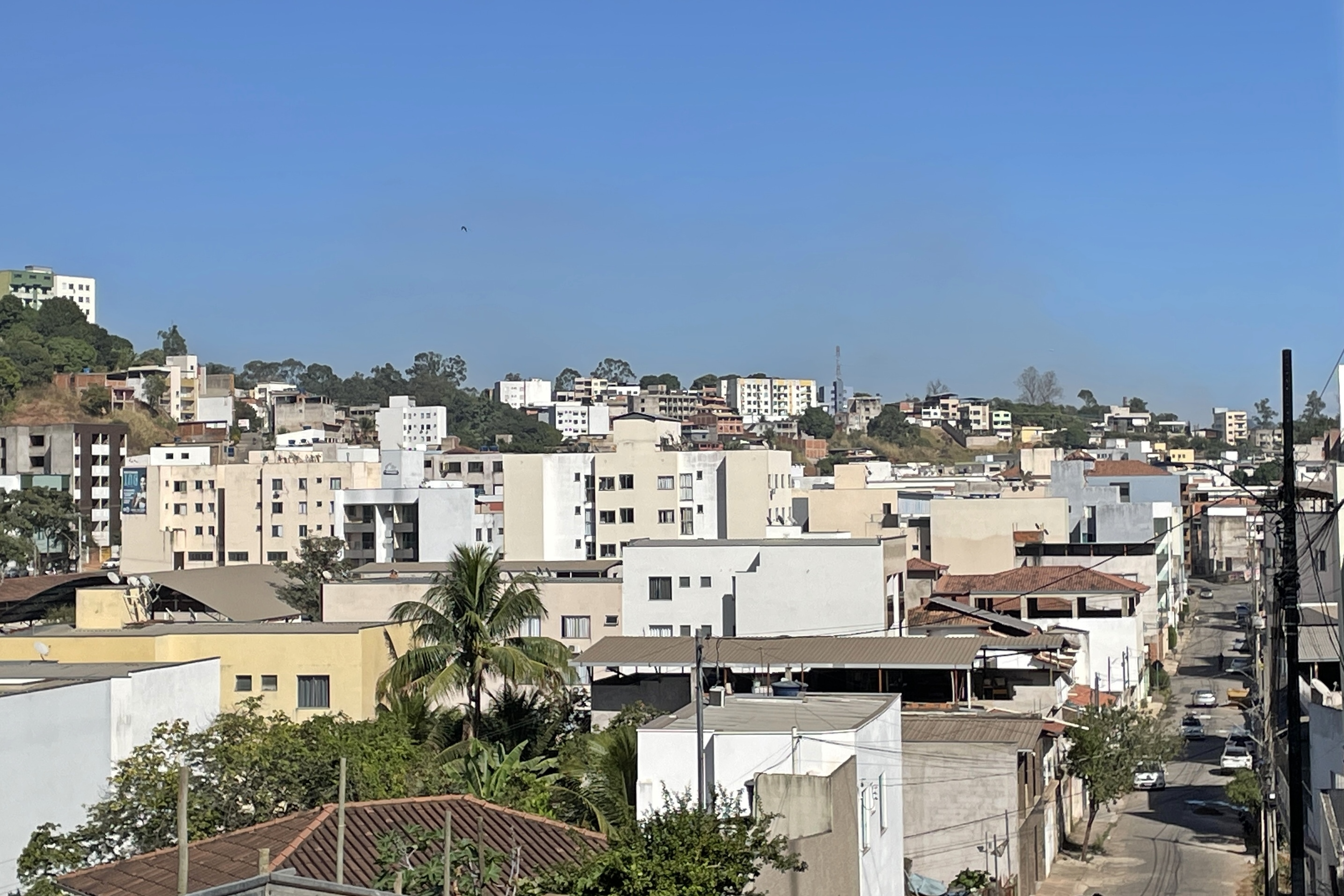
Aspecto do bairro Cidade Nova

O bairro conta com uma Unidade básica de saúde - UBS vinculada a Secretária Municipal de Saúde, que presta serviços de atenção básica de saúde para os moradores através do Sistema Único de Saúde.
Serviços prestados pela UBS:
- Consultas médicas
- Inalações
- Injeções
- Curativos
- Vacinas
- Vacina de febre amarela
- Coleta de exames laboratoriais
- Tratamento odontológico
- Encaminhamentos para especialidades
- Fornecimento de medicação básica

Conta também com uma escola pública estadual: Escola Estadual Herbert José de Souza Betinho vinculada a Secretaria de Educação do Estado de Minas Gerais, que ministra aulas para educação básica fundamental e médio, e o Centro Municipal de Educação Infantil Cidade Nova destinado para crianças em idade pré-escolar e colégios particulares de educação infantil.

## Recreação
O Cidade Nova conta com praças com acesso para cadeirantes e brinquedos com acessibilidade equipamentos de atividade física ao ar livre, ciclovia compartilhada que liga desde o acesso ao bairro por meio de Ipatinga até o acesso ao Loteamento Cidade Nova cortando toda a Avenida Carlos Edmundo Landaeta. Possui um parque linear nomeado como Parque Cidade Nova com exatos 280.000m² formados por lagoas, campo de futebol gramado, quadras poliesportivas, pista de caminhada com 1.500m lineares, anfiteatro e academia ao ar livre, pista de skate, playground infantil, entre outros equipamentos.